# Cratere Mead
Mead  è un cratere sulla superficie di Venere. Deve il proprio nome all'antropologa statunitense Margaret Mead.